# Goulbi de Maradi
Il Goulbi de Maradi è un fiume che scorre nel sud del Niger e nel nord della Nigeria. Lungo il suo percorso, tra le sorgenti nei pressi della città di Katsina in Nigeria, e la sua confluenza nel fiume Rima, il Goulbi de Maradi non si discosta per più di 40-50 chilometri dalla frontiera tra Niger e Nigeria.
Nonostante la sua importanza per le regioni che attraversa, il Goulbi de Maradi rimane un fiume stagionale che vive solo nelle stagione delle piogge.

## Fonti
- (EN) Le statistiche sul fiume sul sito dell'Unesco.